# Bơm phồng bìu dái

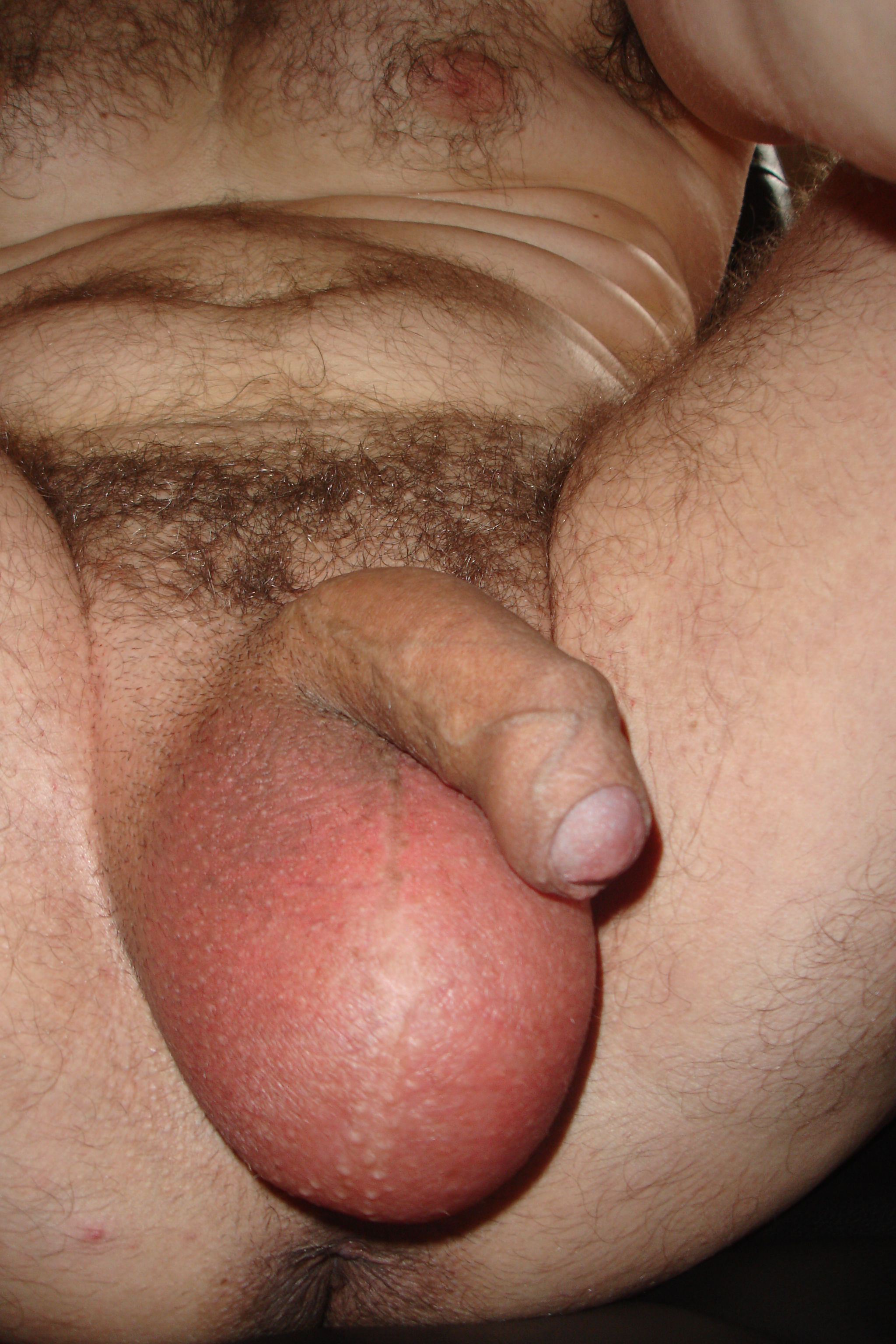
Bơm phồng bìu dái

Bơm phồng bìu dái là một hoạt động tình dục hiếm hoi mà ở đó chất lưu (điển hình là nước muối sinh lý, nhưng đôi khi là không khí hoặc một chất khí khác) được bơm vào bìu dái để làm nó phồng ra, căng lên. Nó mang đến một số lượng lớn rủi ro với những biến chứng nghiêm trọng, bao gồm chứng viêm tế bào bìu dái và tràn khí dưới da, và có thể là những biến chứng nguy hiểm đến tính mạng như chứng hoại tử của Fournier hoặc nghẽn mạch khí.